# Измаилов, Алексей Феридович
Алексе́й Фери́дович Измаи́лов (род. 1967) — математик, доктор физико-математических наук, профессор факультета ВМК МГУ.

## Биография
Окончил московскую среднюю школу № 42 (с преподаванием ряда предметов на английском языке). Служил в армии (1986—1988). Окончил с отличием факультет ВМК МГУ (1991). Обучался в аспирантуре Института проблем кибернетики РАН (1991—1993).
Защитил диссертацию «Фактор-методы решения нелинейных задач» на степень кандидата физико-математических наук (1993).
Защитил диссертацию «Устойчивые методы отыскания особых решений нелинейных задач» на степень доктора физико-математических наук (1998). Присвоено учёное звание профессора (2008).
Работал в Институте проблем кибернетики АН СССР (1991—1994), в Институте высокопроизводительных вычислительных систем РАН (1994—1996), в Вычислительном центре РАН (1997—2002). Работал в Институте теоретической и прикладной математики в Рио-де-Жанейро, Бразилия Архивная копия от 2 апреля 2022 на Wayback Machine (1999–2000).
В Московском университете работает с 1992 года, сначала по совместительству, а с 2002 года – как штатный сотрудник: доцент (2002–2004), профессор (с 2004) кафедры исследования операций.
Область научных интересов: теория и численные методы оптимизации и нелинейного анализа. Автор 12 книг и 153 научных статей. Подготовил 5 кандидатов наук.